# Buzdohanj
 Buzdohanj   (olaszul:  Buso / Busdocani / Busdocagno ) falu Horvátországban, Tengermellék-Hegyvidék megyében. Közigazgatásilag Čavléhoz tartozik.

## Fekvése
Fiume központjától 4 km-re északkeletre, községközpontjától 1 km-re délnyugatra, az A6-os autópálya mellett fekszik.

## Története
A grobniki uradalom része volt, melynek urai 1225 és 1566 között a Frangepánok, majd később a Zrínyiek voltak, akik 1671-ig voltak birtokosai. Ezután 1725-ig a császári kamara, 1766-ig a Perlas grófok, 1872-ig a Batthyányak, majd 1945-ig amikor államosították a Turn-Taxis család birtoka volt.
A településnek 1857-ben 197, 1910-ben 321 lakosa volt. 1920 előtt Modrus-Fiume vármegye Sušaki járásához tartozott. 2011-ben 1524 lakosa volt.

## Lakosság
| Lakosság változása | Lakosság változása | Lakosság változása | Lakosság változása | Lakosság változása | Lakosság változása | Lakosság változása | Lakosság változása | Lakosság változása | Lakosság változása | Lakosság változása | Lakosság változása | Lakosság változása | Lakosság változása | Lakosság változása | Lakosság változása |
| ------------------ | ------------------ | ------------------ | ------------------ | ------------------ | ------------------ | ------------------ | ------------------ | ------------------ | ------------------ | ------------------ | ------------------ | ------------------ | ------------------ | ------------------ | ------------------ |
| 1857               | 1869               | 1880               | 1890               | 1900               | 1910               | 1921               | 1931               | 1948               | 1953               | 1961               | 1971               | 1981               | 1991               | 2001               | 2011               |
| 197                | 233                | 276                | 280                | 287                | 321                | 332                | 413                | 455                | 434                | 505                | 665                | 986                | 1202               | 1311               | 1524               |